# Alexander Baring (1. baron Ashburton)
Alexander Baring, 1. baron Ashburton (ur. 27 października 1774, zm. 13 maja 1848), brytyjski finansista i polityk, członek stronnictwa torysów i Partii Konserwatywnej, minister w pierwszym rządzie Roberta Peela.
Był drugim synem sir Francisa Baringa, słynnego bankiera, i Harriet Herring, córki Williama Herringa. Przez wiele lat pracował w rodzinnym biznesie, aż w końcu został partnerem w banku Hope & Co. Wielokrotnie wyjeżdżał w interesach do Stanów Zjednoczonych. Tam 23 sierpnia 1798 r. poślubił Annę Louisę Bingham, córkę Williama Binghama. Pomagał przy sprzedaży Luizjany Stanom Zjednoczonym. Po śmierci ojca w 1810 r. stanął na czele rodzinnej firmy. Rok później zmarł Henry Hope i Baring przekształcił jego spółkę w Baring Brothers & Co. Firma Baringów była uznaną marką w całej Europie. Książę Richelieu powiedział nawet, że w Europie jest 6 wielkich potęg: Wielka Brytania, Francja, Austria, Rosja, Prusy i bracia Baringowie.
W 1806 r. Alexander uzyskał mandat parlamentarny w okręgu Taunton. W 1826 r. zmienił okręg na Callington. W latach 1831–1832 reprezentował okręg wyborczy Thetford, a następnie był deputowanym z okręgu North Essex. Patrzył na politykę przez pryzmat świata biznesu. Sprzeciwiał się sankcjom nałożonym na Stany Zjednoczone w przededniu wojny 1812 roku. Początkowo związany z wigami, z biegiem czasu przesuwał się w stronę torysów. W 1832 r. przyjął wstępnie stanowisko kanclerza skarbu w projektowanym gabinecie Wellingtona, ale ostatecznie odmówił przyjęcia tego stanowiska, gdyż, jak sam powiedział, wolałby stawić czoła tysiącu diabłów niż takiej Izbie Gmin (która była wówczas zdominowana przez wigów).
Dopiero w 1834 r. Baring został przewodniczącym Zarządu Handlu i zarządcą mennicy w gabinecie Roberta Peela. Pozostał na tym stanowisku do upadku gabinetu w 1835 r. W tym samym roku otrzymał tytuł 1. barona Ashburton i zasiadł w Izbie Lordów. W 1842 r. został wysłany do Stanów Zjednoczonych, gdzie wynegocjował traktat Webstera-Ashburtona, który ustalał granicę pomiędzy amerykańskim stanem Maine a kanadyjskim Nowym Brunszwikiem. Sprzeciwiał się polityce popierania wolnego handlu, prowadzonej przez rząd Peela, a także wprowadzeniu Bank Charter Act z 1844 r., który ograniczył samodzielność banków oraz wzmocnił pozycję centralnego Banku Anglii.
Lord Ashburton był członkiem rady powierniczej British Museum oraz National Portrait Gallery. Oprócz swoich mów opublikował także An Enquiry into the Causes and Consequences of ... Orders in Council (1808) oraz The Financial and Commercial Crisis Considered (1847). Zmarł w 1848 roku. Tytuł barona odziedziczył jego najstarszy syn, William.